# Stüdenitz-Schönermark
Stüdenitz-Schönermark – gmina w Niemczech w kraju związkowym Brandenburgia, w powiecie Ostprignitz-Ruppin, wchodzi w skład związku gmin Amt Neustadt (Dosse).
W jej skład wchodzą dwie części gminy: Stüdenitz i Schönermark.